# Hermann Neuberger
Hermann Neuberger (Völklingen, 12 dicembre 1919 – Homburg, 27 settembre 1992) è stato un dirigente sportivo tedesco, settimo presidente della Federcalcio tedesca.

## Biografia
Venne eletto presidente della Federcalcio tedesca il 25 ottobre del 1975 ad Amburgo; viene considerato uno dei padri della Lega Calcio tedesca.
Fu a capo del comitato organizzatore del Campionato mondiale di calcio 1974 disputato nella Germania Ovest. Dopo i Mondiali viene eletto vice presidente della FIFA e successivamente diresse i comitati organizzatori del mondiali del 1978 e del 1990. Manterrà la vice presidenza della FIFA fino alla sua morte.